# Edgar Stillman Kelley
Edgar Stillman Kelley, född den 14 april 1857 i Sparta, Wisconsin, död den 12 november 1944 i Oxford, Ohio, var en amerikansk tonsättare.
Kelley studerade musik dels i Chicago, dels i Stuttgart och blev organist i San Francisco. Därjämte var kritiker och dirigent vid en operetteater. Senare levde han i Berlin och därefter som konservatorielärare i Cincinnati. Han skrev operor och operetter, symfonier, kammarmusik, kör- och orkesterverk som Ben-Hur, Macbeth och The Pilgrim's Progress (1918).